# 클라우디오 비시오
클라우디오 비시오(Claudio Bisio, 1957년 3월 19일 ~ )는 이탈리아의 배우이자 희극인이다.

## 출연 작품
- 이 사랑스런 놀라움 (2015)
- 피플 후 아 웰 (2014)
- 해필리 믹스드 업 (2014)
- 웰컴 미스터 프레지던트! (2013)
- 웰컴 투 더 노스 (2012)
- 스포츠바 (2011)
- 웰컴 투 사우스 (2010)
- 애프터 러브 (2009)
- 아메레, 부기에 에 칼세토 (2008)
- 위 캔 두 댓! (2008)
- 매뉴얼 오브 러브 2 (2007)
- 나탈 어 뉴욕 (2006)
- 터켈 인 트러블 (2004)
- 휴전 (1997)
- 너바나 (1997)
- 치로야 엘리야 (1993)
- 푸에르토 에스콘디도 (1992)
- 지중해 (1991)
- 나는 삐까리 (1988)